# Aviticitní zákon
Aviticitní zákon (z lat. Avitus, tj. dědičný) bylo nařízení uherského krále Ludvíka I. Velkého z Anjou z 11. prosince 1351 o způsobu dědění majetku.
Tento dekret potvrzoval znění Zlaté buly Ondřeje II. z roku 1222 kromě jejího čtvrtého článku. Ten byl nahrazen novým ustanovením, podle kterého se šlechtické majetky ani za života držitele ani testamentárními odkazy nesmí zcizovat, ale dědí se vždy v linii celého rodového příbuzenství (pouze není-li ho, propadnou ve prospěch krále). Toto ustanovení, znemožňující volné (bez zvláštního králova souhlasu) zcizování a darování šlechtických majetků, se přímo dotklo především zájmů církve, neboť právě její majetky často vzrůstaly odkazy šlechticů, nemajících přímé potomstvo. 
V dalším vývoji mělo toto nařízení (platilo až do konce feudalismu) velký praktický význam a výrazně ovlivnilo strukturu šlechtického vlastnictví na Slovensku.
Podle tohoto zákona se zakázaly praktiky prelátů, kteří se při sporech se šlechtici nejednou uchylovali k církevní exkomunikaci svých odpůrců. Šlo zde o jasné oslabení nadřazeného postavení církevních feudálů.
Dekret částečně upravoval i poměry poddaných. Zakazoval jejich trestání za předešlé provinění a zakazování jim, pokud se chtěli stěhovat na jiné místo. To říká o svobodě stahování (po splnění stanovených podmínek), na druhé straně se také zakazovalo násilné odvádění poddaných bez souhlasu jejich dosavadního zeměpána.
Zákon posílil postavení šlechty jako společenské skupiny, a to i vůči králi.